# Acraea kilimandjara
Acraea kilimandjara är en fjärilsart som beskrevs av Charles Oberthür 1893. Acraea kilimandjara ingår i släktet Acraea och familjen praktfjärilar. Inga underarter finns listade i Catalogue of Life.